# Ташко Георгиевски
Ташко Георгиевски (15. март 1935 - 13. април 2012) био је  македонски писац кратких прича, романописац и филмски сценариста, поријеклом из Егејске Македоније. У савремену македонску књижевност увео је оригиналне теме са изразитом националном бојом. Главна тема Георгијевског су трагични прогони и сеобе Егејских Македонаца, њихове недаће и расељавање послије рата. Био је члан МАНУ од 1983. године.

## Биографија
Георгиевски је рођен 15. марта 1935. године. у селу Кронцелево код Водена. Студирао је на Филолошком факултету у Скопљу. Радио је у редакцији листа Млад борец и у часопису Современост.Био је уредник у Македонској телевизији и у издавачким кућама Мисла и Македонска књига. 
Преминуо је 13. априла 2012. године у Скопљу, у 77. години 

## Награде
Добитник је награда: 
- Кочо Рацин
- 11. октобар
- 13. новембар
- Стале Попов
- Рациново признање[1]